# Saitobryum lorentzii
Saitobryum lorentzii är en bladmossart som beskrevs av Ryszard Ochyra 1999. Saitobryum lorentzii ingår i släktet Saitobryum och familjen Pottiaceae. Inga underarter finns listade i Catalogue of Life.